# Нижнетуринский завод
Нижнетури́нский (Тури́нский Ни́жний) чугуноплави́льный и железоде́лательный заво́д — металлургический завод на Среднем Урале, основанный в середине XVIII века. Входил в состав Гороблагодатского горного округа.

## История

### Основание и первые годы
Строительство завода на реке Туре планировалось В. Н. Татищевым во время освоения месторождений горы Благодать в 1730-х годах. До реальной постройки дело не дошло, а 10 мая 1754 года Сенат передал Гороблагодатские заводы (Кушвинский, Верхнетуринский, Баранчинский и строящийся Нижнетуринский) и Гороблагодатское месторождение графу П. И. Шувалову с обязательством увеличить поставки металла за границу вдвое. С переходом Гороблагодатских заводов под управление П. И. Шувалова строительство Нижнетуринского завода было приостановлено. В 1763 году Гороблагодатские заводы за долги были возвращены в казённое управление, и Нижнетуринский завод фактически строился на средства казны по указу Берг-коллегии в 30 верстах от Верхнетуринского завода.
Строительство завода велось в 1764—66 годы крестьянами и рекрутами Вятской, Оренбургской и Симбирской губерний. Запуск завода состоялся 30 января 1766 года. Чугун для передела поставлялся с Кушвинского завода, готовая продукция перевозилась гужевым транспортом на Ослянскую пристань на реке Чусовой за 120 вёрст. Основная часть продукции производилась по государственным заказам. В 1769 году на заводе началось производство листового кровельного и колотушечного железа для собственных нужд.
В 1770 году на заводе действовало 10 кричных молотов, в 1780 году — 13. В 1790 году было произведено 72,1 тыс. пудов железа. Кричное железо поставлялось на Сестрорецкий и Тульский оружейные заводы, а также продавалось за границу. В 1797 году в составе завода функционировали три молотовых фабрики с 18 кричными и 4 колотушечными горнами, 11 кричными молотами и 4 колотушечными молотами, якорная фабрика с 2 якорными горнами, 1 якорным молотом, кузница с 4 кузнечными горнами. На заводе работали 14 служащих, 207 мастеровых, а также приписные крестьяне. Чугун поступал также с Верхнетуринского завода. В 1800 году было произведено 134,5 тыс. пудов товарного железа.
В 1790-х годах завод административно переподчинялся из ведомства Берг-коллегии Пермской казённой палате и обратно (в 1796 году), что негативно сказалось на его управляемости и производственной деятельности.

### XIX век
В 1800 году была построена фабрика по производству листового железа. 16 марта 1801 года Гороблагодатский округ возглавил Андрей Фёдорович Дерябин, по инициативе которого обновлялись производственные мощности завода и проводились опыты по получению новых продуктов. В 1807 году земляная плотина завода имела длину 298,5 м, ширину в нижней части 85,4 м, в верхней — 32 м, высоту 7,8 м. Работало две кричных фабрики по 12 горнов в каждой. В 1803 году было произведено 0,3 тыс. пудов листового кровельного железа, в 1833 году — 4 тыс. пудов. В 1814 году было произведено 3,5 тыс. пудов котельного железа, в 1834 году — 10,7 тыс. пудов. В 1802 году было произведено 11 тыс. пудов железа прокатных сортов, в 1832 — 13 тыс. пудов, в 1810 году было выплавлено 96 пудов томлёной стали, в 1834 году — 2,5 тыс. пудов. Общий объём производства товарного железа в 1827 году составил 100,3 тыс. пудов, в 1832 году — 92,3 тыс. пудов, в 1833 году — 82,7 тыс. пудов, в 1834—122,4 тыс. пудов, в 1837 году — 163,7 тыс. пудов, в 1838 году — 180,9 тыс. пудов.
В конце 1840-х годов началась замена старых горнов контуазскими, осваивались новые виды продукции. В 1859 году в составе завода работали отражательная и 5 калильных печей, 1 стальной, 1 колотушечный и 23 кричных горна. Энергетическое хозяйство включало в себя 33 водяных колеса общей мощностью в 580 л. с.. В 1861 году на заводе было произведено 20,4 тыс. пудов боеприпасов, 50,8 тыс. пудов кричного железа, 39,6 тыс. пудов болваночного, 25,3 тыс. сортового, 7,1 тыс. пудов уклада, 1,1 тыс. пудов цементной стали.
Отмена крепостного права привела к сокращению числа рабочих с 2563 в 1855 году до 599 в 1865 году. Соответственно снизились объёмы производства.
В 1864—65 годы была произведена реконструкция плотины, перестроен листокатальный стан для производства кровельного железа, построены 2 ножниц, началась установка турбин Швамкруга в 70 л. с. и Жонваля в 70 л. с. и возведение калильных печей. В 1869 году фабрика по производству листового железа была остановлена из-за неудовлетворительного качества продукции. В начале 1880-х годов завода производил кричную полосу и болванку для передела в листовое кровельное и котельное железо. В 1895 году на заводе действовало 14 кричных горнов, 2 пудлинговых, 2 сварочных, 5 калильных печей, 14 вододействующих и 2 паровых молота, 4 прокатных стана, 1 сталетомомительная печь. В 1897 году было произведено 430,2 тыс. пудов полуфабрикатов и 142,3 тыс. пудов готового железа разных видов. В 1898 году был построен черновой мильбарсовый стан. В 1899—1901 годах были смонтированы 2 пудлинговые печи Боэциуса, газосварочная печь Сименса, паровой молот усилием в 1,5 т.

### XX век

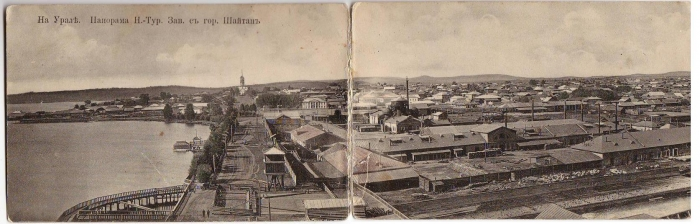
Панорама завода (начало XX века)

Из-за снижения поставок чугуна с Кушвинского завода в 1898 году было принято решение о строительстве собственного доменного цеха. В 1899 году была запущена в работу доменная печь открытого типа на холодном дутье. В 1899 году выплавка чугуна составила 19,9 тыс. пудов. В 1900 году домна была переведена на горячее дутьё, численность основных рабочих составляла 161 человек. В кризисные годы начала XX века объёмы производства начали снижаться. В 1902 году было произведено 483,3 тыс. пудов чугуна и 181,5 тыс. пудов железа, в 1904 году — соответственно 101,5 и 106,1 тыс. пудов. Максимальная годовая производительность в 665,9 тыс. пудов товарного железа была достигнута в 1905 году.
1 сентября 1906 года была открыта Богословская железная дорога с веткой на Нижнетуринский завод, что позволило снизить затраты на доставку грузов и вывоз готовой продукции. После запуска мартеновской печи на Кушвинском заводе в листовое производство Нижнетуринского завода перешло на использование мартеновских слитков. Это позволило повысить качество листа и снизить его стоимость. Также это привело к остановке доменной печи в декабре 1906 года.
В 1910 году был реконструирован листопрокатный стан, построена электростанция. В 1911 году завод получил кредит на ремонт доменной печи, что позволило возобновить плавку с 1 мая 1912. В 1912 году было произведено 493,2 тыс. пудов чугуна, 276,8 тыс. пудов пудлинговых кусков, 250,4 тыс. пудов кровельного железа. В 1913 году — 149,9 тыс. пудов кровельного железа, 0,6 тыс. пудов чугунного литья. В 1914 году производство собственного чугуна было прекращено.
В годы Первой мировой войны завод выполнял военные заказы, в 1918 году был национализирован и вскоре остановлен. После Гражданской войны оборудование завода находилось в
плачевном состоянии, плотина была частично разрушена, что привело к остановке завода в 1920-х годах. Оборудование доменного цеха было существенно изношено, его реконструкция была признана нецелесообразной. В 1924—25 годах завод проработал 9 месяцев со штатом в 500 рабочих, производя кровельное железо. В 1926—27 годах были установлены 2 новые гидротурбины к кровельным клетям, на 3 прокатных станах было выпущено 9,1 тыс. т проката, в 1927—28 годах — 12,8 тыс. т.
В 1931 году в штате завода числилось 444 основных и вспомогательных рабочих. В 1935 году 2 кровельных клети были электрифицированы. В 1936 году завод произвёл 18 504 т кровельного железа, в 1937 — 20 109 т.
В 1956 году металлургическое производство фактически было остановлено. В 1958 году на базе Нижнетуринского завода был создан Нижнетуринский электроаппаратный завод по производству электротехнической аппаратуры.